# Kỳ Meghalaya
| Hệ/ Kỷ | Thống/ Thế | Bậc/ Kỳ             | Tuổi (Ka) | Tuổi (Ka) |
| --- | ---------- | ------------------- | --------- | --------- |
| Đệ Tứ | Holocen    | Meghalaya           | 0         | 4,250     |
| Đệ Tứ | Holocen    | Northgrip           | 4,250     | 8,236     |
| Đệ Tứ | Holocen    | Greenland           | 8,236     | 11,70     |
| Đệ Tứ | Pleistocen | 'Trên'/Muộn         | 11,70     | 129,0     |
| Đệ Tứ | Pleistocen | Chibania hay 'Giữa' | 129,0     | 774,0     |
| Đệ Tứ | Pleistocen | Calabria            | 774       | 1.806     |
| Đệ Tứ | Pleistocen | Gelasia             | 1.806     | 2.588     |
| Tân Cận | Pliocen    | Piacenza            | 2.588     | 3.600     |
| Ghi chú và tham khảoSubdivision of the Quaternary Period according to the ICS, as of May 2019. For the Holocene, dates are relative to the year 2000 (e.g. Greenlandian began 11,700 years before 2000). For the beginning of the Northgrippian a date of 8,236 years before 2000 has been set. The Meghalayan has been set to begin 4,250 years before 2000. 'Tarantian' is an informal, unofficial name proposed for a stage/age to replace the equally informal, unofficial 'Upper Pleistocene' subseries/subepoch. In Europe and North America, the Holocene is subdivided into Preboreal, Boreal, Atlantic, Subboreal, and Subatlantic stages of the Blytt–Sernander time scale. There are many regional subdivisions for the Upper or Late Pleistocene; usually these represent locally recognized cold (glacial) and warm (interglacial) periods. The last glacial period ends with the cold Younger Dryas substage. |            |                     |           |           |

Kỳ Meghalaya trong niên đại địa chất là kỳ sau cùng của thế Holocen, và trong thời địa tầng học là bậc trên cùng của thống Holocen và của hệ Đệ Tứ. Kỳ Meghalaya tồn tại từ 4.250 năm trước (mốc năm 2000) đến nay.
Kỳ Meghalaya kế tục kỳ Northgrippia của thế Holocen, và là kỳ địa chất cuối cùng .Sau thế Holocen sẽ là thế Anthropocene tức thế Nhân Tân.
Kỳ này đã được Ủy ban Địa tầng Quốc tế chính thức phê chuẩn vào tháng 6 năm 2018 cùng với các kỳ Greenlandia và kỳ Northgrippia trước đó. Phẫu diện và điểm kiểu địa tầng ranh giới toàn cầu (GSSP) chính thức được chọn là thành tạo hang động Krem Mawmluh ở Meghalaya, đông bắc Ấn Độ.
Hang động Mawmluh là một trong những hang động dài nhất và sâu nhất ở Ấn Độ, và các điều kiện ở đây rất thích hợp để bảo tồn các dấu hiệu hóa học của quá trình chuyển đổi kỳ địa chất.
Mẫu mặt cắt phụ trợ toàn cầu là lõi băng từ Núi Logan ở Canada.